# 教祖祭PL花火芸術
教祖祭PL花火芸術（きょうそさいピーエルはなびげいじゅつ）は、かつて1953年から2019年までの66年間、毎年連続して開催されたパーフェクトリバティー教団（PL）の祭礼で、日本有数の巨大花火大会。毎年8月1日に、大阪府富田林市の光丘カントリー倶楽部で行われていた。しかし、新型コロナウイルス感染症が日本国内で流行した2020年以降から、現在2025年の時点まで6年連続で開催中止となっている。

## 概要
教祖を讃仰し、PL教団の礎を築いた初代・二代教祖の遺徳を讃える祭（教祖祭）の中の一行事。世界平和を祈念し、大阪府富田林市の大本庁にて行われていた。
あくまでも教団主催の宗教行事だが、規模が大きく地元では“夏の風物詩”として知られる。また、開催当日は信徒以外の観客も含めた数万人が同市を訪れることから、近鉄南大阪線は臨時ダイヤを運行しており、夕方から深夜までは交通規制も実施される。2014年までは、打ち上げ場所付近に教団関係者でなくとも利用できる有料観覧場所（ローンパーク会場）が設けられていた。
富田林市内をはじめ、近隣の羽曳野市、河南町、太子町、大阪狭山市、河内長野市のほか、堺市（旧・美原町を含む）、大阪市阿倍野区・東住吉区・平野区、松原市、羽曳野市、藤井寺市、八尾市、柏原市、和泉市の一部地域などからも見物が出来た。
2019年までは開催中止が一度も無かった。教団のホームページに「天候により中止の場合もある」と記載していたが、昭和57年台風第10号の豪雨の中でも開催された。
ラストに打ち上げられる花火はおよそ8000発（旧公称10万発 - 12万発当たり）の「超大型スターマイン」と表現され、その際は南河内一面に花火の音が地響きの様に轟き、一瞬昼のように明るくなり壮絶であった。
桂米朝の落語『地獄八景亡者戯』の中には「今、バーンと花火が上がりましたが…」「ああ、ありゃPL教」というくだりがあった。また「裸の大将」として有名な山下清も、この花火を書いた絵を残していた。

## 歴史
初代教祖である御木徳一は晩年、常々下記のように話していた。
徳一が死亡した後、息子であり二代教祖でもある徳近はその遺志を継ぎ、1953年、徳一と自身の故郷でもある愛媛県松山市での教祖祭で、初めて花火を打ち上げた。
1954年開催の2回目からは、本部移転に伴って大阪府富田林市の大本庁において行われるようになり、1963年には名称を「PL花火芸術」と定める。これを契機に花火はより華やかになり、教祖祭は大阪府下では夏の風物詩として定着した。PL教団にとっては、この教祖祭PL花火芸術は神事であり、全国から100台以上の大型バスに分乗してPL教団の信者が教団聖地である富田林市に集った。富田林駅にはPL花火大会用の臨時改札が設置され、この期間だけ使用された。
以前は7月末ないし8月初旬に開催されていたが、その後開催日が8月1日に固定された。開催日が8月1日の理由として、「初代教祖の命日だから」という説があるが、実際の命日は7月6日で誤りであった（統計上雨の少ない日を選んだという説がある）。
かつては、10万発 - 12万発もの花火を打ち上げしていた。ところが、2008年より数え方を小割りや浮模様、分砲なども含めた数え方から、純粋に丸玉の総数に変更したため、1万 - 2万発となった。
2010年代から規模や予算は縮小しており、2015年以降は有料観覧場所を廃止。以前は21時頃まで打ち上げを続行していたが、現時点で最後の開催と成った2019年には、全ての花火の打ち上げを20時35分頃に終了。教団によると、雑踏事故の警戒や付近住民への配慮を理由に、段々と打上の数を減少している。さらに同2019年、「本来の教団内での祭典に立ち返る」との理由でそれ迄行った記者席の設置やプレスリリース配布など、対外的な情報提供を全て取り止めていた。

### 2020年より6年連続開催中止、復活完全不明
そして2020年、世界規模で流行している新型コロナウイルス流行の影響により、打ち上げる花火自体が観覧者の間に「三密状態」を誘発する危険性を懸念した教団側からの決断で、1953年に開催以降では初めての中止となった。その後も日本国内で流行の収束を見込めないことから、2021年・2022年は早々と開催断念を決定した。
コロナのイベント規制が緩和された2023年は7月上旬、資金不足と三密を避ける等の「新しい生活様式」の下での開催は不可能と判断、4年連続して中止を決めた。翌2024年も5月下旬、5年連続で中止を発表した。
2025年5月30日にも6年連続中止を決定。なお教団側から花火大会自体「全面廃止」は未公表だが、現時点に至っても開催復活は完全不明のままである。

## 交通アクセス（2019年迄）

### 鉄道
- 最寄り駅は近鉄長野線・富田林駅、又は富田林西口駅からアクセス可能だった。
  - 近鉄南大阪線・長野線などは当日の午後から終電まで臨時ダイヤで運行していた。
    - 花火大会の開催当日は、午後の15時から19時頃まで大阪阿部野橋駅より準急の大多数が、富田林駅行きとして毎時8本程度運行した。夜の20時頃から終電までの大阪阿部野橋駅発の準急のほとんどは古市行として毎時6本程度運行していた。花火終了後の21時頃から23時頃までの富田林駅発準急大阪阿部野橋行は毎時12本程度運行していた[注 1]。また、16時頃から大阪阿部野橋駅と橿原神宮前駅との準急は取り止め、代替で古市駅発着の普通が運行されていた。
    - 長野線の富田林駅 - 河内長野駅間は、夕方の16時から21時頃まで上下共普通のみ運行していた。花火終了後の21時頃から終電まで下りは普通、上りは準急が運行だった。
- 南海高野線の金剛駅と大阪狭山市駅（旧・狭山遊園前駅）からもアクセス可能だった。
  - 南海高野線も花火大会終了後、上りの急行が大阪狭山市駅に臨時停車。また、通常ダイヤに加えて数本程度、河内長野発の臨時準急・区急難波行を運行していた。
  - 但し近鉄バス・南海バスなど、路線バスで南河内地域を通る路線は当日の夕方以降運休する為、下車後は徒歩移動が中心となっていた。

### 車
- 国道170号・国道309号などからアクセス可能だった
  - ただし、国道170号の一部区間は当日夕方から通行止とした（後述）。周辺の道路も夕方から通行止や一方通行の規制がなされた。

### バス
- 近鉄バスは、富田林駅前発着は当日15時から最終便まで全便運休だった。喜志駅前発着は当日18時から最終便まで全便運休した。この他、北野田駅前や河内松原駅前発着のバスについても19時頃から最終便まで運休する系統があった。
- 南海バスは、金剛駅東口バスターミナルを発着する便は当日の15時から最終便まで通常の便を運休し、路線を短縮したうえで臨時便を運行していた。この他、北野田駅前や初芝駅前などを発着のバスについても18時頃から最終便まで運休する系統があった。
- 金剛バス（2023年12月廃業）は、富田林駅前発着の当日20時から最終便まで全便で運休した。

### 道路などの交通規制
- 当日13時から翌日7時まで付近の歩道橋が通行禁止。そのため、歩道橋の登り口には門が設置された。
- 当日16時から23時まで、富田林駅北口バスロータリーや大阪府道35号堺富田林線の平尾交差点から昭和町2丁目交差点まで、大阪府道203号富田林狭山線の小金平交差点から西口駅前交差点など、付近の道路が車両通行止とした[11]。
- 当日19時から23時まで、国道170号（大阪外環状線）の緑ヶ丘交差点から富美ヶ丘南交差点までや大阪府道35号堺富田林線の昭和町2丁目交差点から常磐町交差点など車両通行止とした[11]。
- これらの規制により、運送業者や宅配便業者の中には、花火開催当日の午後以降は富田林市内での配達業務を行わない会社も多く見られた。